# Dioknisi
Dioknisi (georgiska: დიოკნისი) är en ort i Georgien. Den ligger i regionen Adzjarien, i den västra delen av landet. Antalet invånare var 292 år 2014.